# Luchthaven van Arak

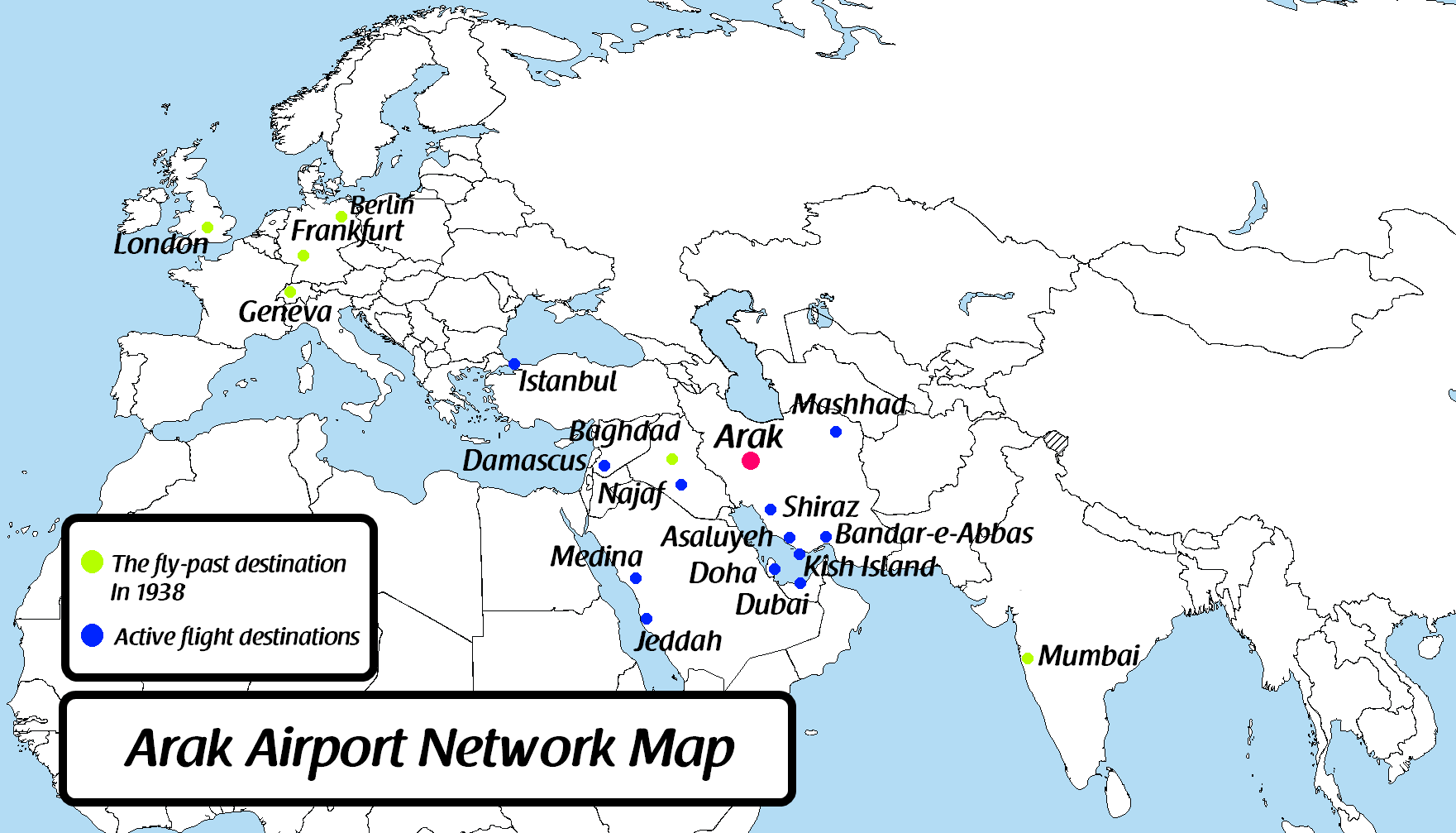
Arak Airport Network Map

Arak Airport (IATA: AJK, ICAO: OIHR) is een luchthaven in Arak de hoofdstad van de provincie Markazi in Iran. Deze luchthaven is een van de oudste luchthavens van Iran. De luchthaven werd geopend in 1938.